# Asplenium fragrans
Asplenium fragrans là một loài thực vật có mạch trong họ Aspleniaceae. Loài này được Sw. miêu tả khoa học đầu tiên năm 1788.